# Louis Fraenckel

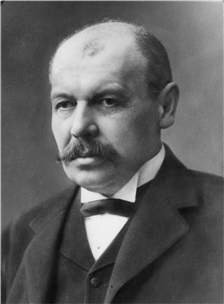
Louis Fraenckel.

Louis Fraenckel, född den 27 mars 1851 i Aschersleben, död den 19 augusti 1911, var en tyskfödd svensk industri- och bankman av judisk börd. Under åren 1893-1911 var han chef för Stockholms Handelsbank, grundad 1871.

## Biografi
Fraenckel kom till Sverige 1874, som 23-åring. Sverige var vid denna tid ett av de länder, som för dess ekonomiska dynamik och dess öppenhet mot judisk invandring tedde sig attraktivt för judiska företagare. I Stockholm mottogs han av sin morbror Carl Heinemann, inflyttad redan 1844, nu välbeställd bankir och tysk generalkonsul. Fraenckel hade i Tyskland varit anställd vid en bankirfirma, men ägnade sig initialt åt att, tillsammans med en tidigare inflyttad äldre bror, driva en agenturhandel för kemiska gödningsmedel. Vid morbroderns död 1877 övertog han dennes representantskap för finanshuset Erlanger i Frankfurt och startade därmed ett eget bankirföretag. Rörelsen bedrevs först vid ett blygsamt kontor i Gamla Stan, men redan 1879 hade han skaffat både bostad och kontor inom den begynnande citybildningen kring Norrmalmstorg. 
Med stöd av Erlanger och andra judiska delägare ägnade sig Fraenckel nu åt större internationella affärer. I likhet med två andra finansiella stormän, som Ernest Thiel och K.A. Wallenberg koncentrerade han sig på, synnerligen lukrativ, kapitalimport genom utformning och placering av svenska obligationslån i Tyskland samt valutahandel. Några särskilt inbringande affärer, med netton mellan hundra- och trehundratusen kronor, under nittiotalets första år gav honom en ställning i den svenska finansens främsta led. År 1893 uppgick hela hans rörelse i Stockholms Handelsbank, vars chef och ledande gestalt han var fram till sin död 1911. Under Fraenckels ledning tiodubblades bankens fondkapital från 4,5 till 44 miljoner kronor och Stockholms Handelsbank kom att inta platsen som en av landets tre storbanker.
Privat kom Louis Fraenckel att bli en av Sveriges rikaste män. Under de arton åren som chef för Stockholms Handelsbank uppgick hans genomsnittliga årsinkomst till 230.000 kronor, ett vid denna tid ofantligt belopp. Han bebodde en 16-rumsvåning vid Kungsträdgården. Tillsammans med hamburgerbankiren och närmaste vännen Max Warburg hade han en stor öppen bil för europeiska affärsresor. 
Fraenckel etablerade också filialer i Göteborg och Skåne, och var involverad i grundandet av flera andra svenska företag, däribland L M Ericsson. Fraenckel var även mecenat och donerade bland annat 500.000 kr till inredningen av Stockholms rådhus.
Som storman på det finansiella området har Louis Fraenckel även fått sitt namn inskrivet som ett av de största i den svenska industrialismens historia.
Louis Fraenckel är jordfäst på Mosaiska församlingens  (norra) begravningsplats i Stockholm.